# Antropologia fizyczna

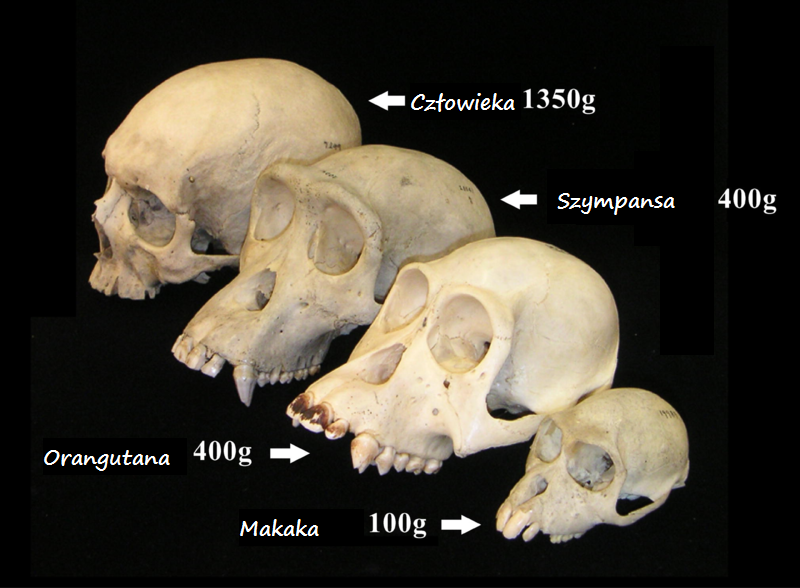
Porównanie czaszek człowieka, szympansa, orangutana i makaka

Antropologia fizyczna – dział antropologii zajmujący się zmiennością cech anatomicznych i fizjologicznych człowieka w czasie i przestrzeni.

## Charakterystyka dyscypliny
Do podstawowych metod antropologii fizycznej należy antropometria. Naukami pomocniczymi działu antropologii są: anatomia opisowa i porównawcza, fizjologia, genetyka, prymatologia, ekologia, psychologia i psychiatria, patologia i inne.
Przy ich pomocy antropologia bada budowę ciała ludzkiego, jego postawę, kształty i proporcje (konstytucję, symetrie i asymetrię), jego układ kostny, mięśniowy, oddechowy, naczyniowy, moczowo-płciowy i trawienny; jego skład (biochemię), fizjologię, serologię, geny, powstanie, rozwój, rozród i wymieranie.
Główne działy to: antropologia filogenetyczna, antropologia ontogenetyczna oraz antropologia ras (zwana ostatnio antropologią populacyjną).
Antropologia fizyczna bada różnoraką zmienność gatunku ludzkiego:
- stanowisko człowieka w świecie istot żywych, zwłaszcza wśród ssaków w tym różnice fizyczne pomiędzy człowiekiem i innymi naczelnymi
- zmienność całego gatunku w czasie jego ewolucji, czyli zagadnienia genezy gatunku (paleoantropologia, antropogeneza, filogeneza, antropologia filogenetyczna)
- zmienność między sąsiednimi populacjami, obserwowaną w tym samym czasie (antropologia populacyjna, genetyka populacji, typologia antropologiczna, rasa człowieka, rasogeneza, etnogeneza)
- zmienność osobniczą w czasie życia jednej osoby (antropologia ontogenetyczna)
- zmienność osobniczą i odstępstwa od normy (normalne i anormalne funkcjonowanie ciała ludzkiego, narządów, mięśni, zmysłów, mózgu)
- zróżnicowanie pomiędzy płciami (m.in. dymorfizm płciowy).

## Zastosowania antropologii fizycznej
Antropologia fizyczna znajduje zastosowania w różnych dziedzinach (antropologia kryminalna i medyczno-sądowa, antropologia kliniczna, antropologia ergonomiczna, antropologia sportu).

## Początki antropologii

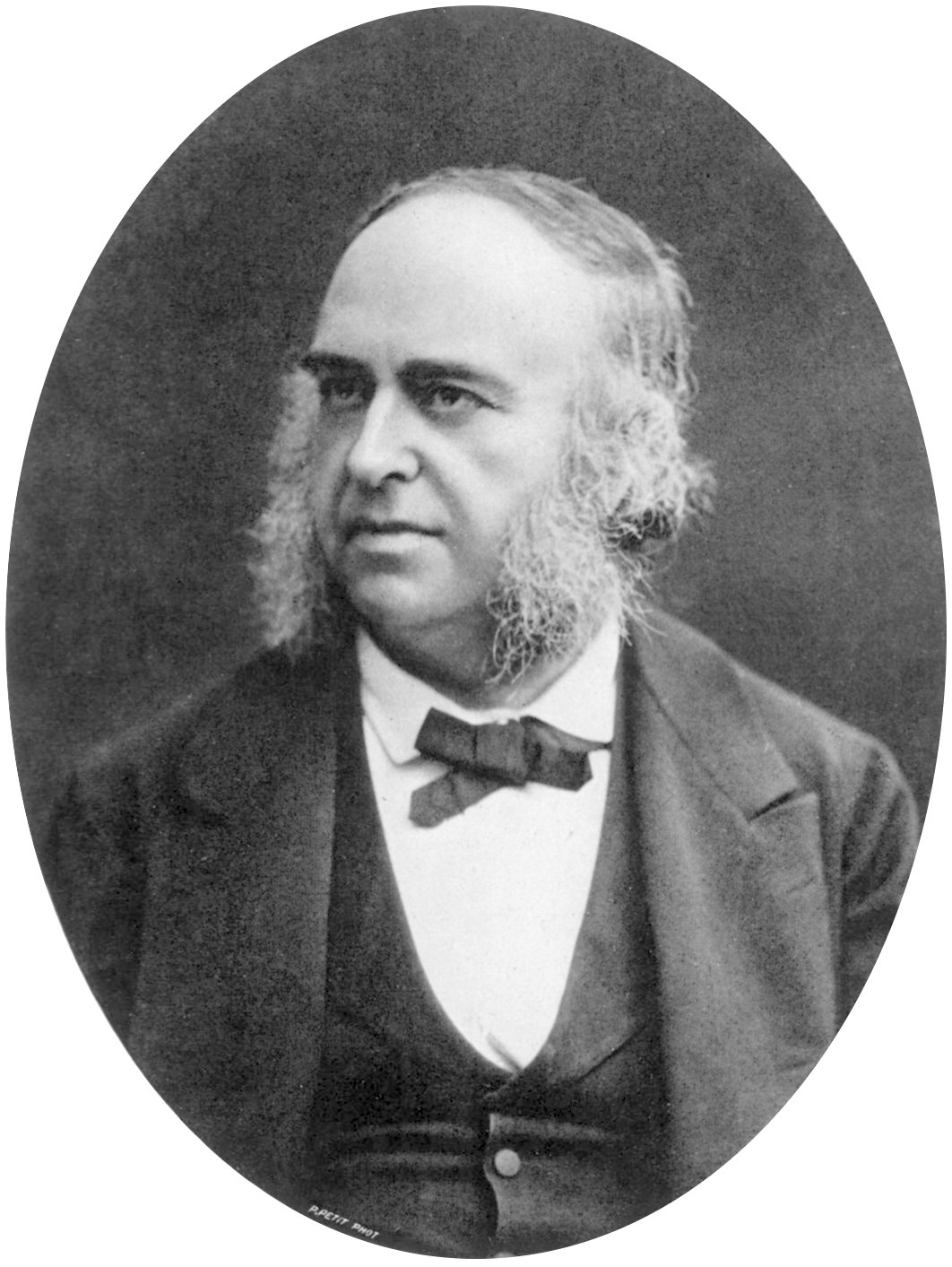
Pierre Paul Broca

Antropologia jako osobna gałąź wiedzy ludzkiej istnieje stosunkowo krótko. Jej początków można się doszukiwać w starożytnej Grecji, w pismach Herodota, Hipokratesa i innych, jednak naukowe ujęcie i podstawy tej dziedziny wiedzy przedstawił dopiero chirurg francuski Paul Broca. On pierwszy określił dokładnie zadania antropologii i opracował metody jej badań, kładąc tym samym podwaliny pod tę nową dziedzinę wiedzy. W roku 1859 założył w Paryżu pierwsze Towarzystwo Antropologiczne, a w 1876 r. powstała tam z jego inicjatywy pierwsza szkoła antropologiczna L’Ecole d’Antropologie de Paris.

### Początki antropologii w Polsce
W 1811 Jędrzej Śniadecki w pracy Teoria jestestw organicznych jako pierwszy w Polsce nakreślił zarys tej nauki. Współcześnie z działalnością antropologiczną Paula Broca w Paryżu, na Uniwersytecie Jagiellońskim wykładał antropologię znany naukowiec i lekarz Józef Majer. Dzięki temu uczonemu, w 1876 przy Akademii Umiejętności w Krakowie powstała Komisja Antropologiczna.

## Znani antropolodzy fizyczni
- Jan Czekanowski (1882–1965)
- Louis Leakey (1903–1972)
- Mary Leakey (1913–1996)
- Richard Leakey (ur. 1944)
- Kathy Reichs (ur. 1950)